# اطلس ایر
اطلس ایر (به انگلیسی: Atlas Air) (نزدک: AAWW) یک شرکت هواپیمایی با کد یاتا 5Y است که در تاریخ ۱۹۹۲ میلادی تأسیس شده و دفتر مرکزی آن در ایالت نیویورک واقع شده‌است و قطب این شرکت هواپیمایی در فرودگاه بین‌المللی میامی قرار دارد و به ۴۳۰ مقصد، پرواز مستقیم انجام می‌دهد.

## نگارخانه

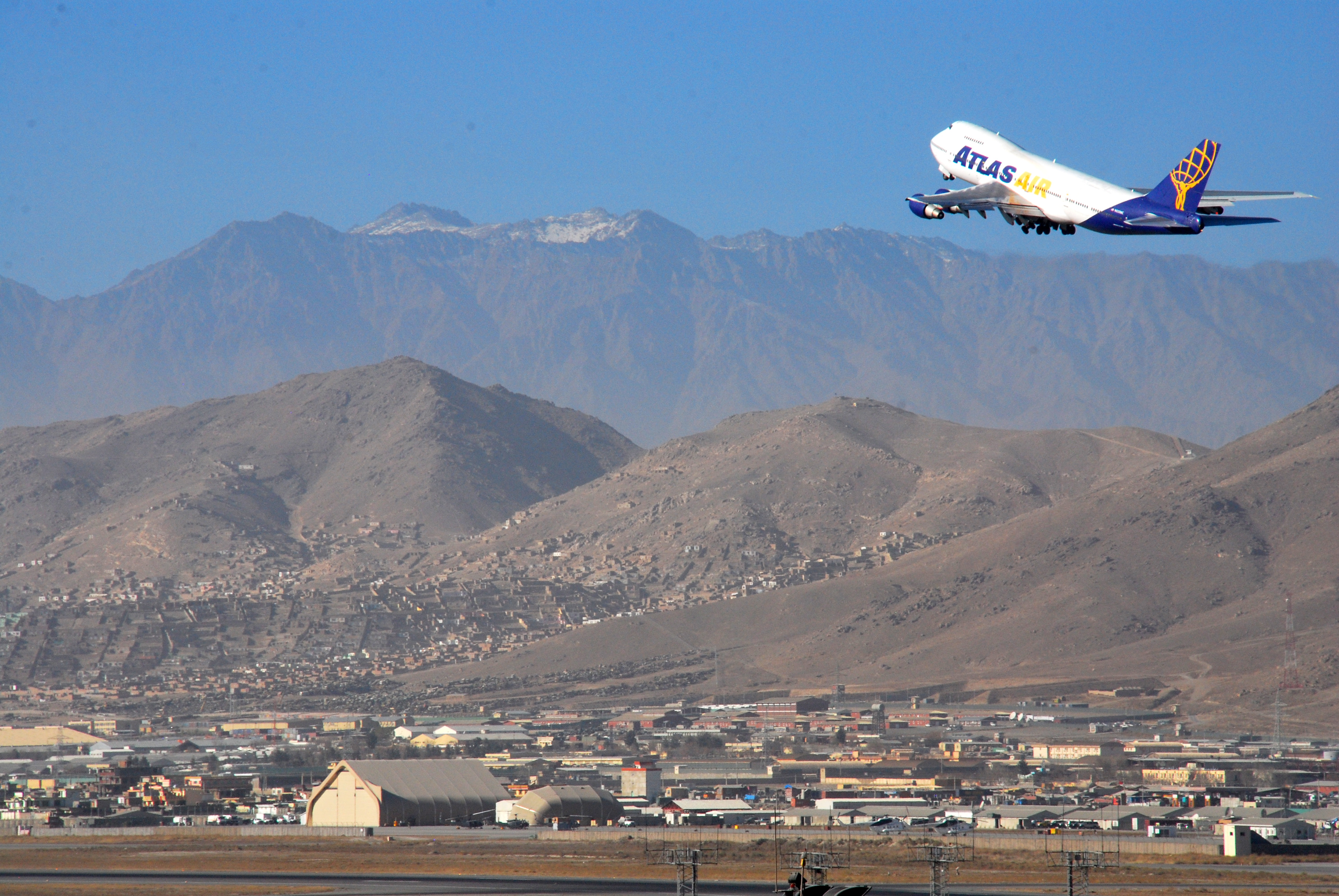
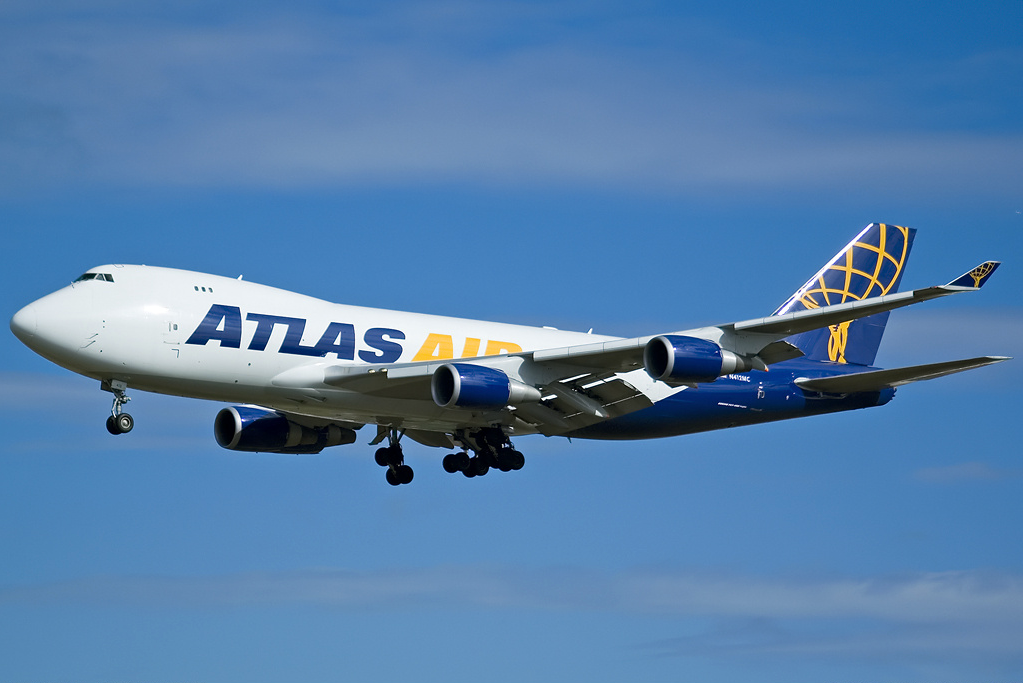